# Järnmeteorit

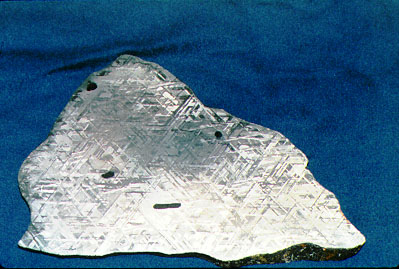
Så kallad widmanstättensstruktur på en snittyta på en järnmeteorit. Foto från NASA.

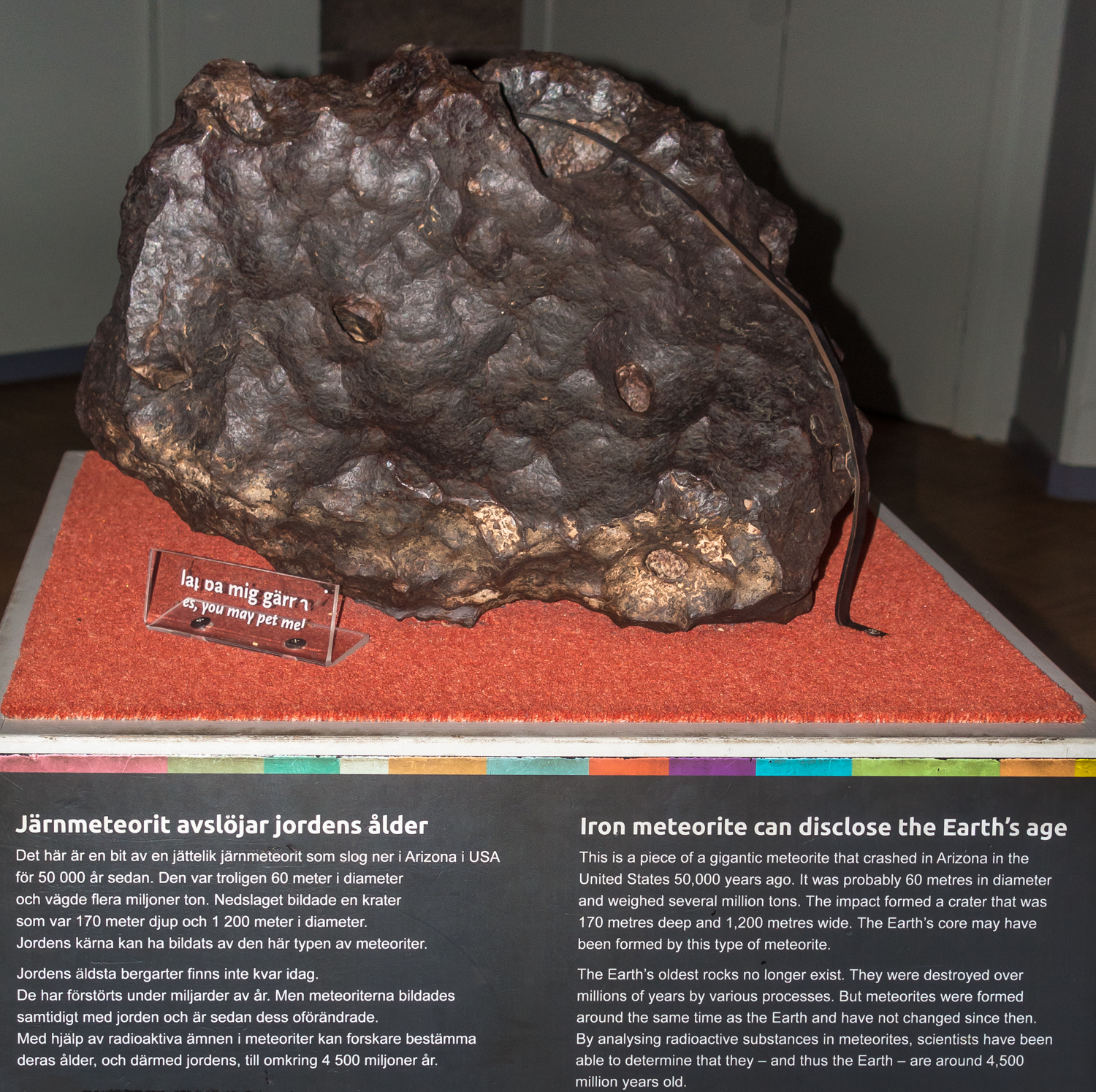
Järnmeteorit från Barringerkratern i Arizona, USA. Naturhistoriska riksmuseet, Stockholm.

Järnmeteoriter är meteoriter som nästan uteslutande består av järn men också av järn-nickellegeringar som kamacit och taenit. 
Järnmeteoriter motsvarar omkring 6 procent av alla meteoriter till antal. Järnmeteoriter klarar nedfallet genom jordens atmosfär bättre än stenmeteoriter som lättare sprängs sönder i fallet och järnmeteoriter representerar därför en större andel av de största meteoritfynden och även av totalmassan (90%).
Järnmeteoriter tros bestå av material från kärnan i en söndersprängd himlakropp. Oktahedriter, till skillnad från hexahedriter och ataxiter, innehåller stora kristaller som tyder på en långsam kristallbildning. Om man polerar en snittyta på en oktahedrit och behandlar den med till exempel salpetersyrlighet eller järn(III)kloridlösning, framkommer en så kallad widmanstättenstruktur; ett kristallmönster av kamacit- och taenitlameller som bara förekommer hos oktahedritiska järnmeteoriter och som bildas genom långsam avkylning.
Alla järnmeteoriter innehåller minst 4 procent nickel.

## Stora järnmeteoriter
|     | Namn                | Fyndplats                         | Upptäcktsår | Massa (ton) | Typ                          |
| --- | ------------------- | --------------------------------- | ----------- | ----------- | ---------------------------- |
| 1.  | Hoba                | Namibia                           | 1920        | 60          | Ataxit IV B                  |
| 2.  | el Chaco            | Campo del Cielo, Chaco, Argentina | 1969        | (33,4–)37,4 | Grov oktahedrit I AB-MG      |
| 3.  | Ahnighito           | Kap York, Grönland                | 1894        | 30,875      | Medium oktahedrit, III AB    |
| 4.  | Armanty             | Xinjiang, Kina                    | 1898        | 28          | Medium oktahedrit, III E     |
| 5.  | Bacubirito          | Sinaloa, Mexiko                   | 1863        | 22          | Finaste oktahedrit, I RUNGR  |
| 6.  | Agpalilik           | Kap York, Grönland                | 1963        | 20,1        | Medium oktahedrit, III AB    |
| 7.  | Mbozi               | Rungwe, Tanzania                  | 1930        | 16          | Mediuk oktahedrit, I RUNGR   |
| 8.  | la Sopresa          | Campo del Cielo, Chaco, Argentina | 2005        | 14,850      | Grov oktahedrit, I AB-MG     |
| 9   | Willamette          | Oregon, USA                       | 1902        | 14,140      | Medium oktahedrit, III AB    |
| 10. | Chupaderos I        | Chihuahua, Mexiko                 | 1852        | 14,114      | Medium oktahedrit, III AB    |
| 11. | Mundrabilla I       | Western Australia, Australien     | 1966        | 12,4        | Medium oktahedrit, I AB-UNGR |
| 12. | Morito              | Chihuahua, Mexiko                 | 1600        | 10,1        | Medium oktahedrit, III AB    |
| 13. | Santiago del Estero | Campo del Cielo, Chaco, Argentina | 1997        | 10,0        | Grov oktahedrit, I AB-MG     |

1576 upptäcktes en järnmeteorit på Campo del Cielo i Argentina, den så kallade el Meson del Fierro. Den återupptäcktes 1774, men har ej återfunnits sedan 1783. Den uppskattas ha vägt mellan 15 och 23 ton.
2011 rapporterades en järnmeteorit från Altaibergen i Xinjiang, Kina som uppskattas väga mellan 25 och 30 ton.

## Svenska järnmeteoriter
De enda kända järnmeteoritnedslag i Sverige är Muonionalustameteoriterna och Föllingemeteoriten.